# Trent Lowe
Trent Lowe (ur. 8 października 1984 w Melbourne) – australijski kolarz górski i szosowy, srebrny medalista mistrzostw świata MTB.

## Kariera
Największy sukces w karierze Trent Lowe osiągnął w 2001 roku, kiedy reprezentacja Australii w składzie: Sid Taberlay, Mary Grigson, Trent Lowe i Cadel Evans zdobyła srebrny medal w sztafecie cross-country podczas mistrzostw świata w Vail. Na tych samych mistrzostwach Lowe zdobył brązowy medal w cross-country juniorów - wyprzedzili go tylko Hiszpan Iñaki Lejarreta i Norweg Lars Petter Nordhaug. Trzykrotnie zdobywał mistrzostwo kraju: w kategorii juniorów w latach 2001 i 2002 i w kategorii U-23 w 2004 roku. Startował także na szosie, zajmując między innymi drugie miejsce w klasyfikacji generalnej amerykańskiego Boulder Stage Race (2004) i trzecie w australijskim Herald Sun Tour (2007). W 2008 roku wystartował w Tour de France, kończąc rywalizację na 77. pozycji. Nigdy nie brał udziału w igrzyskach olimpijskich.